# Joseph Smets
Pour les articles homonymes, voir Smets.
Joseph François Bernard Smets, né le 20 août 1866 à Brée (Belgique) et mort le 17 août 1949 à Neerpelt, est un homme politique belge catholique. 
Il fut médecin spécialisé en obstétrique et gynécologie (Louvain, 1892). Il fut cofondateur du Boerenbond.

## Fonctions et mandats
- Conseiller communal de Neerpelt : 1896
- Échevin de Neerpelt : 1903
- Conseiller provincial de la province de Limbourg : 1921-29
- Sénateur : 
  - 1932-1946 : élu de l'arrondissement de Hasselt-Tongres-Maaseik;

## Source
- Bio sur ODIS

1. ↑  « http://www.archiefbank.be/dlnk/AE_6415 »